# Гленвју (Илиноис)
Гленвју (енгл. Glenview) град је у америчкој савезној држави Илиноис.

## Демографија
По попису из 2010. године број становника је 44.692, што је 2.845 (6,8%) становника више него 2000. године.
| Група             | 2000.          | 2010.          |
| Белци             | 34.778 (83,1%) | 35.434 (79,3%) |
| Афроамериканци    | 665 (1,6%)     | 451 (1,0%)     |
| Азијати           | 4.207 (10,1%)  | 5.569 (12,5%)  |
| Хиспаноамериканци | 1.702 (4,1%)   | 2.584 (5,8%)   |
| Укупно            | 41.847         | 44.692         |